# Tíon
Tíon (en llatí: Tius o Tium, grec antic: Τίος o Τίον) era una ciutat de la costa de Bitínia propera a Paflagònia.
Va ser una ciutat grega a la boca del riu Bilaos i va pertànyer a Paflagònia fins que el rei Prúsies la va incorporar a Bitínia. Estrabó diu que era una petita ciutat, però notable perquè allà hi havia nascut Filèter de Pèrgam, el fundador del Regne de Pèrgam. Apareixen monedes de Tíon fins al temps de l'emperador Gal·liè.